# Alex (pappagallo)
Alex (maggio 1976 – Waltham, 6 settembre 2007) fu un pappagallo cenerino oggetto di un esperimento trentennale (1977-2007) condotto da Irene Pepperberg prima all'Università dell'Arizona, poi all'Università di Harvard e alla Brandeis.
Morì prematuramente mentre si trovava presso quest'ultima università.
Irene Pepperberg lo acquistò in un negozio di animali quando aveva circa un anno.
Prima dell'esperimento Pepperberg, si credeva diffusamente necessario che per trattare problemi complessi legati al linguaggio e alla comprensione fosse necessario il cervello di un grande primate; gli uccelli non erano considerati intelligenti, poiché il loro unico uso della comunicazione consisteva nell'imitare e ripetere i suoni per interagire. Le doti di Alex hanno invece offerto supporto alla tesi che gli uccelli siano in grado di ragionare a un livello basilare e usare le parole in modo produttivo. Irene Pepperberg ha sostenuto che l'intelligenza di Alex fosse di livello paragonabile a quella dei delfini e delle grandi scimmie, riportando che il pappagallo, all'epoca della sua morte, sembrava avere raggiunto in qualche modo le capacità intellettive di un bambino di cinque anni e il livello emotivo di uno di due.

## Capacità
Alex possedeva un vocabolario di oltre cento parole, ma ciò che lo rendeva eccezionale era l'apparente capacità di comprendere ciò che diceva. Ad esempio, quando gli veniva mostrato un oggetto e gliene veniva chiesta la forma, il colore o il materiale, riusciva a identificarli correttamente. Sapeva riconoscere una chiave indipendentemente dalla sua dimensione o colore, e distinguere in che cosa fosse diversa da altre. Guardandosi allo specchio una volta chiese "what color" ("che colore") e, dopo che gli fu ripetuto sei volte, apprese la parola "gray" ("grigio"). Ciò lo ha reso il primo e unico animale ad aver mai posto una domanda, tanto più esistenziale (le grandi scimmie addestrate all'uso del linguaggio dei segni non sono riuscite finora a formularne alcuna). La capacità di Alex di porre domande, e di rispondere con proprie domande a quelle di Irene Pepperberg, è documentata da numerosi articoli e interviste.

## Morte
La morte di Alex all'età di trentuno anni colse di sorpresa rispetto alla durata media della vita di un pappagallo cenerino in cattività (45 anni). Le ultime parole rivolte a Irene Pepperberg furono le stesse che le diceva ogni sera quando la ricercatrice lasciava il laboratorio ("Fa' la brava, ti voglio bene, ci vediamo domani").